# Jim Douglas (museumdirecteur)
James (Jim of Jimmy) Douglas (Coronie, 13 februari 1912 — Paramaribo, 30 september 1993) was een Surinaamse korpschef, districtscommissaris en museumdirecteur.

## Privéleven
Jim was het oudste kind van James Douglas (1878-1957) en Arnoldina Constan (1889-1946). Hij trouwde in 1939 met Nellie Henriette Brunings (1915-2005). Het echtpaar had 6 kinderen.
Op 2 september 1993 kreeg Douglas een auto-ongeluk bij Moengo. Hij overleed enkele weken later aan de gevolgen van het ongeluk.

## Carrière bij de politie
Op 18-jarige leeftijd ging Jim Douglas werken op plantage Johannesburg. In 1932 werd hij als onbezoldigd volontair toegevoegd aan een inspecteur van politie. Daarna doorliep hij verschillende rangen binnen het politiekorps: agent 2e klasse (1935), hoofdagent, brigadier, inspecteur (1946), hoofdinspecteur  en ten slotte korpschef in 1955. In die functie zorgde hij voor de totstandkoming van het politieopleidingscentrum in Zorg en Hoop. 
Zijn politiecarrière eindigde in 1959. De reden daarvoor was dat hij - naar eigen zeggen - weigerde mee te werken aan politieke benoemingen binnen het politieapparaat.

## Districtscommissaris

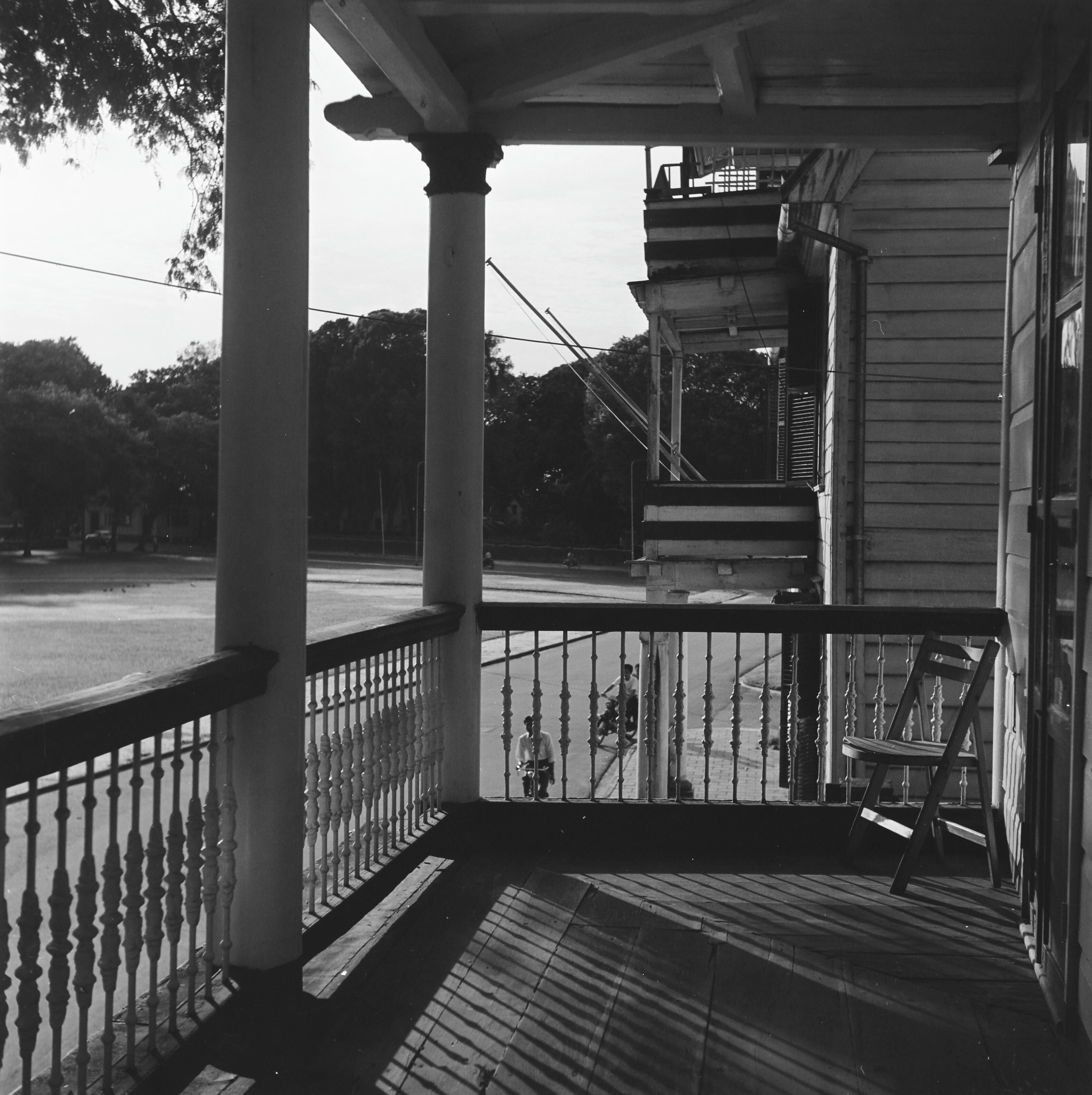
Fort Nieuw-Amsterdam, woning districtcommissaris, zijgevel. RCE 20652009. Foto Coenraad Liebrecht Temminck Groll (1966)

In 1959 werd Jim Douglas benoemd tot districtscommissaris van Commewijne. Het districtsbestuur was sinds 1907 gevestigd binnen de vestingwallen van het Fort Nieuw-Amsterdam. Daar was ook de dienstwoning van de districtscommissaris gelegen, een houten herenhuis dat vroeger door de bevelhebber van het fort werd bewoond. In 1959 was de vesting overwoekerd en de gebouwen waren in verval. 
Douglas ontwikkelde een plan streekontwikkeling Nieuw Amsterdam - Voorburg, de naastgelegen voormalige suikerplantage. Het plan voorzag in de bouw van een hotel, motels en weekendhuisjes. Fort Nieuw-Amsterdam zou een culturele en recreatieve bestemming krijgen met het gelijknamige openluchtmuseum, een speeltuin, een dierenpark met een groot aquarium en een volière en sportvelden.
De gevangenis in het fort, geopend in 1863, was nog in gebruik en Douglas liet de gevangenen meewerken bij het opknappen van de vesting. Ze ontvingen daarvoor een kleine vergoeding. Op 23 juni 1968 werd het nieuwe museum in Fort Nieuw Amsterdam geopend in bijzijn van premier Pengel. 
Het openluchtmuseum had de bijzondere aandacht van Jim Douglas. Hij wilde de geschiedenis van Suriname onder de aandacht brengen van zijn landgenoten. Hij werd zelf bestuurslid en directeur van het museum, naast zijn werk als districtscommissaris.

## Directeur Surinaams Museum
In 1971 ging Douglas met pensioen. Bij het Surinaams Museum was sinds het vertrek van Dick Geijskes de functie van directeur vacant en het bestuur vroeg aan Douglas om directeur te worden. Op 1 januari 1972 trad hij in dienst. Hij was toen tegelijkertijd directeur van het Surinaams Museum in Paramaribo en van het Openluchtmuseum in Fort Nieuw-Amsterdam.

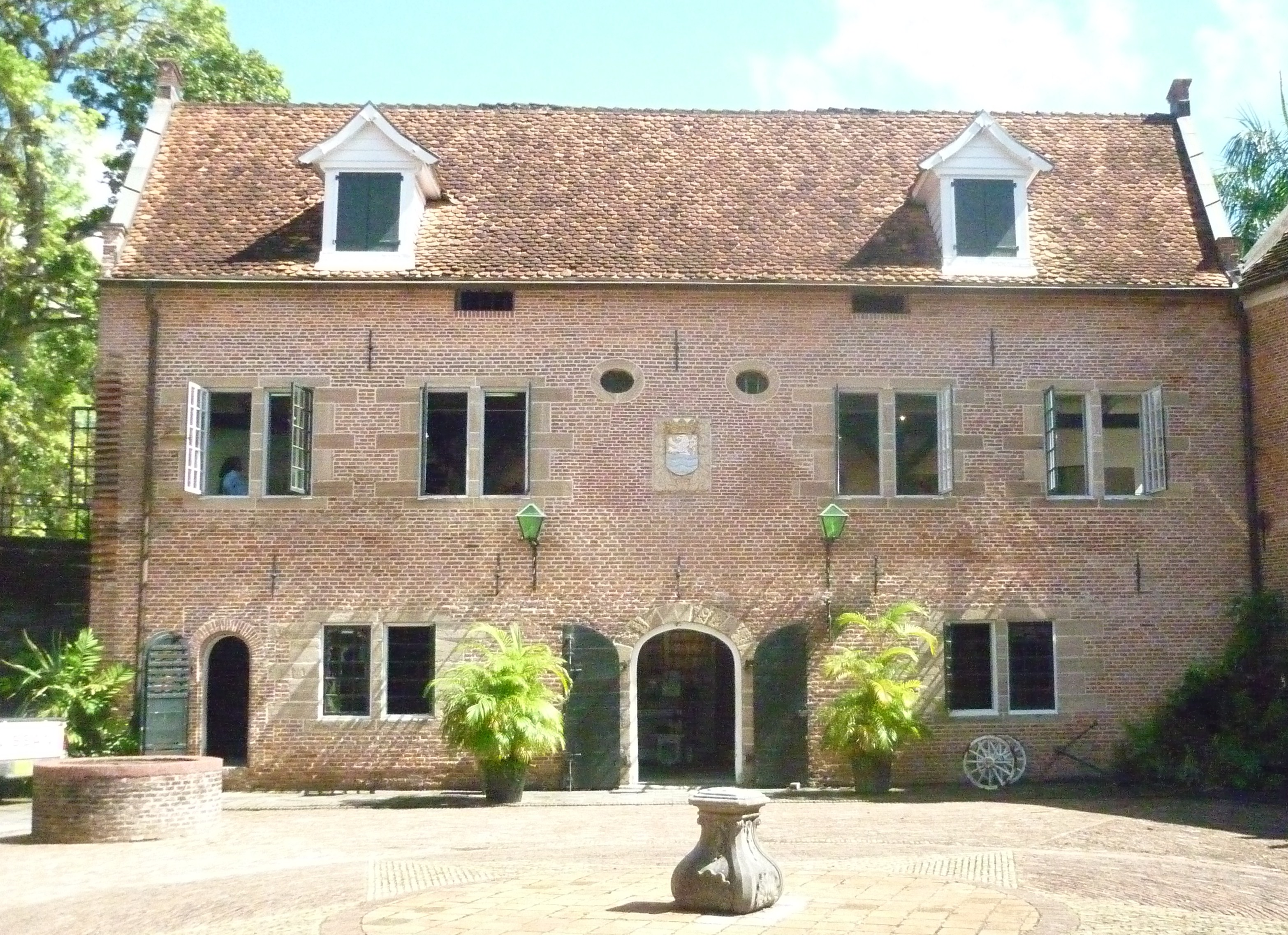
Kruithuis van Fort Zeelandia met Zeeuws wapen. Foto Pauline van Till (2011)

Op 27 september 1972 betrok het Surinaams Museum Fort Zeelandia. Het fort was grondig gerestaureerd en opnieuw ingericht. De belangrijkste objecten uit de collectie van het museum waren overgebracht van het gebouw in de wijk Zorg en Hoop. Douglas zorgde ervoor dat het wapen van de provincie Zeeland een plek kreeg op de binnenplaats en hij gaf de drie bastions van het fort de namen Middelburg, Veere en Zierikzee. Verder gaf hij opdracht voor enkele bouwkundige aanpassingen zodat er ruimte ontstond voor een restaurant en een terras. Douglas onderhield goede contacten met grote bedrijven zoals Suralco, BHP Billiton en de Surinaamse Luchtvaart Maatschappij. Hij wist de bedrijven te bewegen om het museum financieel te steunen. Door de bouwkundige aanpassingen was het museum ook geschikt voor ontvangsten en bijeenkomsten waardoor het museum een eigen inkomstenstroom kon genereren.
Douglas groeide in deze periode uit tot de drijvende kracht in de Surinaamse museumwereld. De latere directeur Jerry Egger schrijft over Douglas: "De grote man die toen leiding gaf aan het museum was Jimmy Douglas. Hij was het klassieke voorbeeld van de right man die de juiste plaats bezette."
In een interview in 1974 zegt Douglas over het Surinaams Museum: "De belangstelling voor tastbare herinneringen uit onze geschiedenis neemt gelukkige toe, hier in Suriname. Het  museum is voor Suriname dan ook van groot belang, maar dat zagen een heleboel mensen in het begin niet zo zitten. Men dacht een paar jaar geleden dat het museum een soort instandhouding van een stukje kolonialisme was. Dat het daar niets mee te maken heeft wordt nu gelukkig door een groot aantal mensen hier gezien."
In 1982 werd Fort Zeelandia gevorderd door de militairen, die aan de macht gekomen waren na de sergeantencoup van 1980. Drie bestuursleden traden daarop af. Dankzij het adequate handelen van de dienst Museumwezen van het directoraat Cultuur kon de collectie veilig worden overgebracht naar het depotgebouw in de wijk Zorg en Hoop. Douglas trok zich terug als directeur in 1982. Hij werd opgevolgd door Gloria Leurs.
Leurs kon niet voorkomen dat het museum in een moeilijke periode terecht kwam. De verhouding met de dienst Museumwezen was moeizaam als gevolg van ideologische discussies over de rol van het museum. De basissubsidie van de overheid was verlaagd en de inkomsten uit zaalverhuur, horeca en toegangsbewijzen waren vrijwel stil gevallen na het vertrek uit het fort. Na het herstel van de democratie in 1987 trad Douglas opnieuw toe tot het bestuur van de Stichting Surinaams Museum. Hij trok nieuwe bestuursleden aan en werd in 1988 interimdirecteur.
Zijn benoeming leidde tot een polemiek in het dagblad De West. Daarbij werd Douglas verweten dat hij in de periode 1972-1982 vooral aandacht had besteed aan de commerciële nevenactiviteiten van het museum.
In 1990 trad Douglas af als interimdirecteur en werd Jerry Egger benoemd tot directeur van het Surinaams Museum.

## Onderscheidingen
Jim Douglas was officier in de Ere-Orde van de Gele Ster, officier in de Orde van Oranje-Nassau en officier in de Huisorde van Oranje.